# Воймега
Во́ймега (Воймига) — река в Московской области России, правый приток Поли.
Берёт начало из озера Воймега в 4 км к западу от станции Черусти Казанского направления железной дороги, впадает в Полю в 18 км от её устья. На реке стоят город Рошаль и посёлок Бакшеево.
Длина — 27 км, площадь водосбора — 534 км². Равнинного типа. Бассейн Воймеги сильно заболочен. Питание преимущественно снеговое. Воймега замерзает в ноябре — начале декабря, вскрывается в конце марта — апреле.
Имеет правый приток — реку Вьюницу.
В верхнем течении русло реки спрямлено каналом, ниже по обоим берегам растёт заболоченный хвойный и смешанный лес. Во времена интенсивного сброса сточных вод Рошальским химическим комбинатом, ниже г. Рошаля воды реки были сильно загрязнены и непригодны для питья. В настоящее время[когда?], в связи с фактическим закрытием комбината, экологическая обстановка вокруг реки нормализуется.
Недалеко от устья Воймеги находится озеро Смердячье — ближайший к Москве метеоритный кратер.